# Verbrauchertyp
Der Begriff Verbrauchertyp (auch Konsumententyp, Käufertyp oder Kundentyp) bezeichnet in der Verbraucherforschung (vor allem in der Konsumsoziologie und Konsumentenpsychologie) ein Muster aus soziodemographischen oder psychologischen  Eigenschaften, die für Verbraucher (Konsumenten) mit einem bestimmten Kaufverhalten charakteristisch („typisch“) sind.
Die Beschreibung eines Verbrauchertyps beantwortet die Frage: „Was kennzeichnet die Menschen, die ein bestimmtes Produkt (bzw. eine Produktgruppe) oder eine bestimmte Dienstleistung (bzw. Dienstleistungsart)
- kennen (bzw. nicht kennen),
- mögen (bzw. nicht mögen) oder
- kaufen (bzw. nicht kaufen) (würden)?“

Die Einteilung (Klassifizierung) von Verbrauchern in Verbrauchertypen ist ein wichtiger Arbeitsschritt im Rahmen der Marktaufteilung und eine unverzichtbare Voraussetzung für eine erfolgreiche Marktbearbeitung.
In den Massenmedien, aber auch in der Fachliteratur werden Verbrauchertypen oft mit griffigen, plakativen Schlagworten bezeichnet (z. B. der „Versierte“, der „Pragmatiker“, der „Ängstliche“). Diese Übernamen stellen eine beherrschende Eigenschaft von Verbrauchern dieses Typs in den Vordergrund (pars pro toto).

## Beispiele
- „Situativer Einzelesser“ ist eine von der Lebensmittelindustrie eingeführte Bezeichnung für einen Verbrauchertyp, der sein Essen einzeln und situativ unabhängig zu sich nimmt, also nicht in gemeinsamen Mahlzeiten zu festen Zeiten. Für Einzelesser werden Fertiggerichte produziert.
- „LOHAS“ bezeichnet einen Verbrauchertyp mit überdurchschnittlichem Einkommen, der durch sein Verbraucherverhalten (z. B. eine gezielte Produktauswahl, eine bewusste Vermeidung von Billigangeboten) Gesundheit und Nachhaltigkeit fördern will. Verbraucher vom Typ LOHAS sind häufig unter Natur- und Outdoor-Urlaubern sowie unter Kunden von Bioläden oder Biosupermärkten anzutreffen.

## Begriffliche Abgrenzung
- Der Begriff „Verbrauchertyp“ bezieht sich auf eine einzelne Person. Der Begriff „Haushaltstyp“ bezieht sich auf die Gesamtheit der Personen, die in einem Haushalt leben. Nur bei einem Ein-Personen-Haushalt fallen die Begriffe „Verbrauchertyp“ und „Haushaltstyp“ zusammen.
- Der Begriff „Verbrauchergruppe“ (auch „Konsumentengruppe“, „Käufergruppe“ oder „Kundengruppe“) bezeichnet eine Gruppe von Verbrauchern, kein Eigenschaftsmuster von Verbrauchern.

## Bildung eines Verbrauchertyps
Das Eigenschaftsmuster, das für einen Verbrauchertyp charakteristisch ist, wird wie folgt ermittelt:
1. Festlegung von Beschreibungsmerkmalen:
Zunächst werden alle Merkmale festgelegt, anhand derer der zu ermittelnde Verbrauchertyp beschrieben werden soll (z. B. Geschlecht, Alter, Ausbildung, Einkommen, Familienstand, Kinderzahl, Einstellungen, Motive).[2]
2. Bildung von Werteklassen:
Für jedes Merkmal (z. B. Alter) werden die bei Verbrauchern vorkommenden Werte (z. B. … 33, 34, 35, 36 … Jahre) in Werteklassen eingeteilt (z. B. Altersklassen: … „über 25 bis 35 Jahre“, „über 35 bis 45 Jahre“ …).
3. Analyse von Verbrauchern:
Im Rahmen einer Verbraucheranalyse wird eine für den Gesamtmarkt repräsentative Stichprobe von Personen daraufhin untersucht,
- welche Personen das zu erforschende Kaufverhalten zeigen (würden) und
- welche Werte diese Personen bezüglich der einzelnen Beschreibungsmerkmale aufweisen.
4. Zuordnung von Verbrauchern zu Werteklassen:
Diejenigen Stichproben-Teilnehmer, die das betreffende Kaufverhalten zeigen (würden), werden in Bezug auf jedes einzelne Beschreibungsmerkmal einer Werteklasse zugeordnet (Klassierung). Diejenigen Werteklassen, denen die jeweils größte Anzahl von Verbrauchern zugeordnet werden kann, beschreiben in ihrer Gesamtheit einen Verbrauchertyp (Typbildung).

Unter Umständen sind die Grenzen zwischen den im Schritt 2 gebildeten Werteklassen eines Merkmals so eng oder so weit gewählt, dass der Schritt 4 kein klares Ergebnis liefert. In diesem Fall können die Schritte 2 und 4 wiederholt werden, wobei die Klassengrenzen so verschoben werden, dass sich nach einer gewissen Anzahl von Wiederholungen (Iterationen) doch noch ein Verbrauchertyp herauskristallisiert.

## Verbrauchertypologie
Eine Verbrauchertypologie ist eine in der Regel einfache und zugleich vollständige Systematik trennscharfer (heterogener) Verbrauchertypen. Verbrauchertypologien werden oft in Form von Tabellen (bei zwei Beschreibungsmerkmalen) oder Würfeln (bei drei Beschreibungsmerkmalen) dargestellt, in denen sich jeder Verbrauchertyp durch eine oder mehrere Kombinationen von Werteklassen beschreiben lässt, von denen jede für die Beschreibung von nur genau einem Verbrauchertypen verwendet wird (Überschneidungsfreiheit).

## Zuordnung von Verbrauchern zu Verbrauchertypen
Ein Verbrauchertyp ist ein künstliches, abstraktes Gebilde (Konstrukt), das mit Hilfe eines statistischen Verfahrens aus einer Vielzahl von Verbrauchern abgeleitet wurde. Ein einzelner Verbraucher lässt sich daher nicht unbedingt einem bestimmten Verbrauchertyp zuordnen: In manchen Merkmalen stimmt er eher mit dem einen, in anderen Merkmalen eher mit anderen Verbrauchertypen überein (Diskrepanz zwischen Real- und Idealtypus).
Ob und inwieweit ein Verbraucher einen bestimmten Verbrauchertyp verkörpert, hängt auch davon ab, in welchem Umfang, wie lange und wie regelmäßig er die Eigenschaften aufweist, die für den Verbrauchertyp charakteristisch sind. Die Zuordnung eines Verbrauchers zu einem Verbrauchertyp ist daher nur eine Momentaufnahme. Sie gilt möglicherweise auch nur für einen Teil seiner Kaufentscheidungen.

## Dynamik von Verbrauchertypen
Unternehmen (d. h. Produzenten, Händler und Dienstleister) haben ein starkes Interesse daran, dass die Verbrauchertypen, die sie bedienen, in ihrer Größenordnung stabil bleiben oder gar zunehmen. Letzteres erhöht ihre Planungssicherheit und kommt ihrem Umsatz zugute. Auch die Verbraucherforschung ist bestrebt, Verbrauchertypen zu identifizieren, deren Kaufentscheidungen von langfristigen Grundüberzeugungen geleitet werden und daher eine große zeitliche Stabilität und inhaltliche Gültigkeit aufweisen (Verhaltenskonstanz).
Andererseits ist die Anzahl der Verbraucher, die einen bestimmten Verbrauchertyp verkörpern, ständigen Veränderungen unterworfen. Außerdem werden Produkte und Dienstleistungen im Laufe der Jahre oft durch andere als die ursprünglichen Verbrauchertypen nachgefragt. Aus diesen Gründen ist die Beobachtung von Verbrauchertypen und die Identifizierung neuer Verbrauchertypen eine ständige Aufgabe der Verbraucherforschung.
Beispiel: „Bewusste“, d. h. an Nachhaltigkeit und Genuss orientierte Verbraucher zeichnen sich unter anderem dadurch aus, dass sie Lebensmittel aus Fairem Handel, ökologischer Landwirtschaft und regionaler Herkunft bevorzugen. Verbraucher dieses Typs geben im Durchschnitt 16 Prozent mehr für Lebensmittel und Getränke aus als eher unbedachte Haushalte. Ihr Anteil stieg zwischen 2007 und 2013 um 18 Prozent.